# Шасі (ГЕС)
ГЕС Шасі (沙溪航电枢纽) — гідроелектростанція на півдні Китаю у провінції Сичуань. Знаходячись між ГЕС Цансі (вище по течії) та ГЕС Цзіньіньтай, входить до складу каскаду на річці Цзялін, лівій притоці Дзинша (верхня течія Янцзи).
В межах проекту річку перекрили бетонною греблею висотою 38 метрів, у лівобережній частині якої облаштований судноплавний шлюз із розмірами камери 120х16 метрів. Гребля утримує водосховище із припустимим коливанням рівня в операційному режимі між позначками 363,6 та 364 метра НРМ (під час повені до 370,2 метра НРМ).
Інтегрований у греблю машинний зал обладнали трьома бульбовими турбінами потужністю по 29 МВт, які забезпечують виробництво 380 млн кВт-год електроенергії на рік.
Видача продукції відбувається по ЛЕП, розрахованій на роботу під напругою 220 кВ.